# Metropolia Antequera (Oaxaca)
Metropolia Antequera (Oaxaca) – metropolia Kościoła rzymskokatolickiego w Meksyku. Erygowana w dniu 23 czerwca 1891 roku. W skład metropolii wchodzi 1 archidiecezja, 3 diecezje i 2 prałatury terytorialne.
W skład metropolii wchodzą:
- Archidiecezja Antequera (Oaxaca)
  - Diecezja Puerto Escondido
  - Diecezja Tehuantepec
  - Diecezja Tuxtepec
    - Prałatura Terytorialna Huautla
    - Prałatura Terytorialna Mixes